# Henize 3-401
Henize 3-401 – młoda mgławica planetarna znajdująca się w konstelacji Kila w odległości około 10 000 lat świetlnych.
Mgławica ta ma bardzo rozciągniętą strukturę, jest to jedna z najbardziej rozciągniętych mgławic. W jej centrum znajduje się umierająca gwiazda. Od gwiazdy centralnej rozchodzą się dwie długie, cylindryczne struktury. Za kilka tysięcy lat gwiazda centralna w całości wyczerpie całe swoje paliwo, stając się w ten sposób gasnącym białym karłem.